# Aled de Malmanche
Aled Peter de Malmanche (Palmerston North, 11 settembre 1984) è un rugbista a 15 neozelandese, tallonatore dello Stade français dal 2011.

## Biografia
Lontano discendente dei primi coloni francesi che nella seconda metà del XIX secolo giunsero ad Akaroa, sulla penisola di Banks, Aled de Malmanche vanta anche ascendenze gallesi per parte di madre, essendo i suoi nonni paterni provenienti dalla contea di Glamorgan, e maori, il che lo rende idoneo anche per militare nella selezione dei nativi dell'isola, per la quale disputò il suo primo incontro nel 2007.
A livello provinciale debuttò per Waikato nel National Provincial Championship nel 2005; benché il suo ruolo sia quello di tallonatore, è stato talora impiegato anche come pilone, e nel 2007 entrò a fare parte della franchise di Waikato degli Chiefs in Super 14.0
Nel 2009 debuttò negli All Blacks a Christchurch in un test match contro l'Italia (vittoria 27-6) e nell'anno successivo fu impiegato altre quattro volte, tuttavia mai da titolare.
Alla fine del Super Rugby 2011, in cui gli Chiefs giunsero ultimi della propria conference, il nuovo allenatore Dave Rennie preferì altri nel ruolo e lo lasciò libero di scegliersi un'altra squadra, cosa che de Malmanche fece impegnandosi con lo Stade français per due stagioni, poi prolungate a cinque nel corso del 2012.
Nel maggio 2012 fu anche invitato nei Barbarians in occasione degli incontri di fine stagione della rappresentativa britannica contro Inghilterra, Galles e Irlanda.
Dopo l'entrata del rugby a 7 nel programma olimpico, le norme del Comitato Olimpico Internazionale sull'idoneità dei giocatori di rugby a rappresentare il proprio Paese di cittadinanza hanno creato un'eccezione al regolamento di World Rugby, che prevede che un giocatore che possieda l'idoneità a militare a livello internazionale per più Paesi debba sceglierne solo uno e una volta per tutte; il CIO infatti permette a chi detenga più cittadinanze di rappresentare un Paese diverso da quello eventualmente rappresentato in precedenza, a condizione che dall'ultimo incontro ufficiale siano passati più di 18 mesi; avendo de Malmanche la cittadinanza britannica per via dei suoi antenati, e avendo disputato nel 2010 il suo ultimo incontro con gli All Blacks, egli è idoneo a rappresentare anche il Galles, anche se a tutto il 2014 la Federazione non ha ufficialmente mosso passi per valutarne la disponibilità al riguardo.

## Palmarès
- National Provincial Championship: 1
Waikato: 2006
- Campionati francesi: 1
Stade Français: 2014-15
- Challenge Cup: 1
Stade français: 2016-17